# Vibrateur industriel

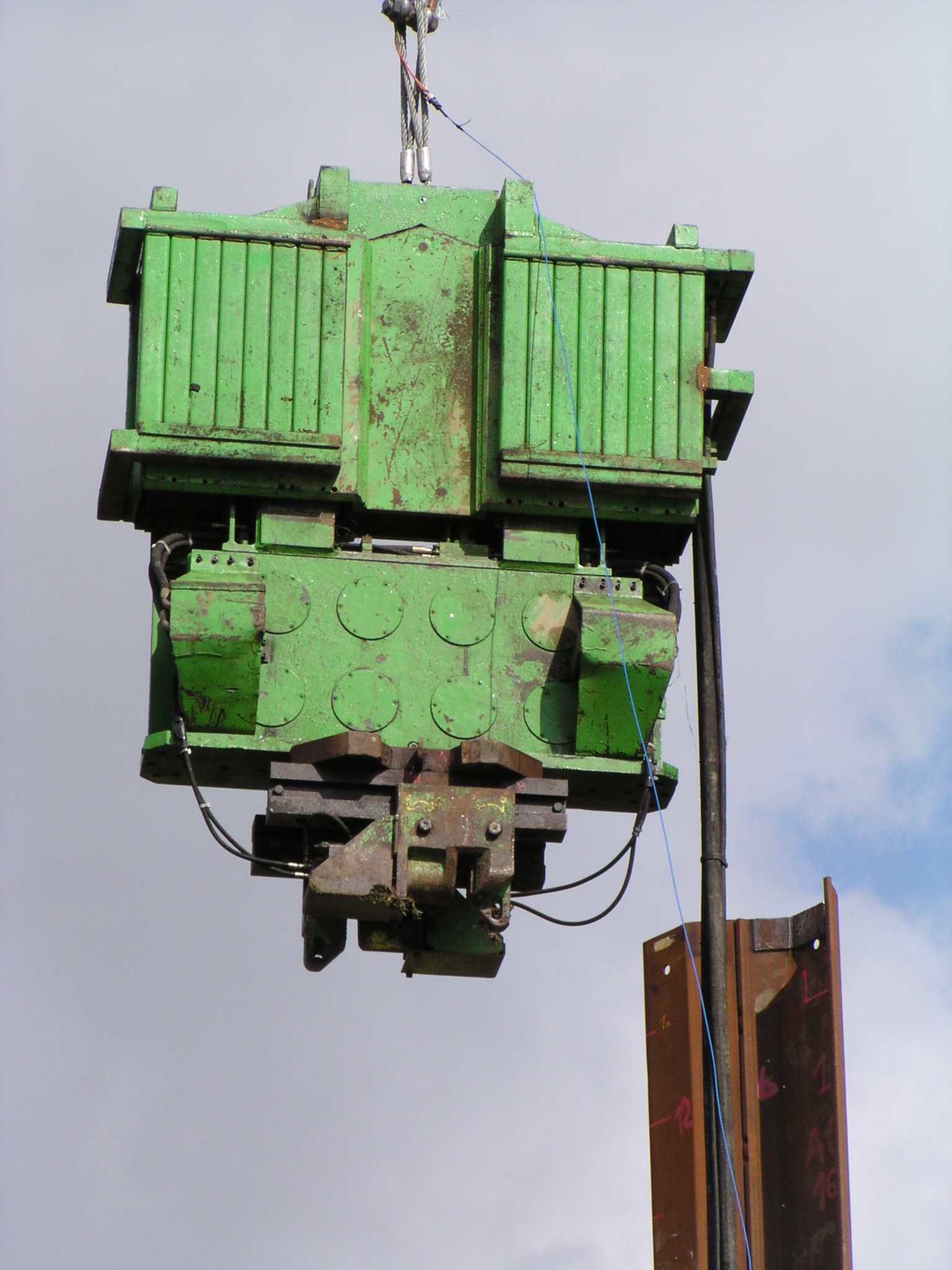
Vibrateur à fréquence standard avec masse additionnelle.

Un vibrateur industriel, ou excitatrice, est un système mécanique générant des vibrations à l'aide d'un mécanisme rotatif, linéaire ou électromagnétique,. On peut en retrouver dans la technologie des pots vibrants.

## Moteur àbalourd

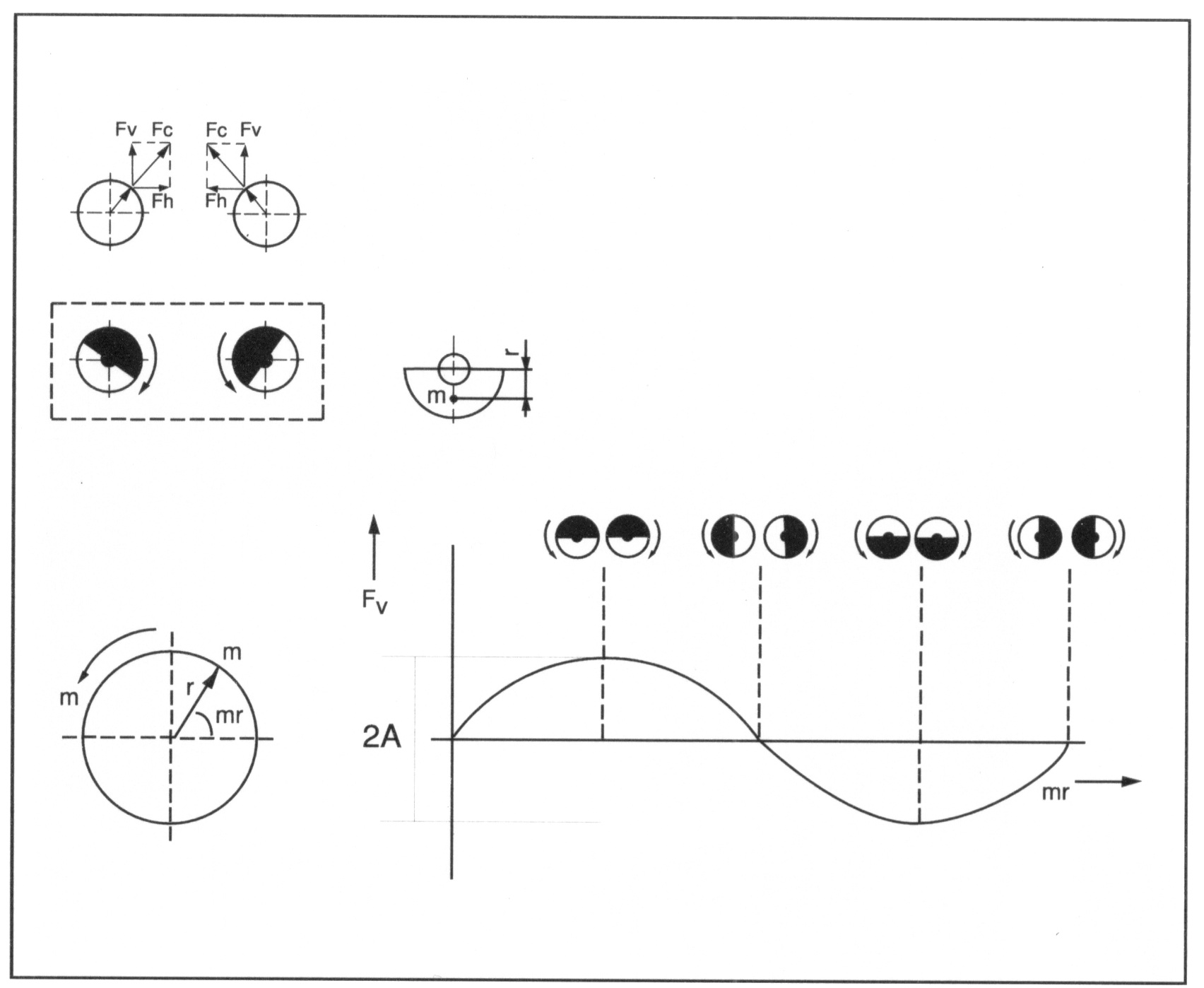
Oscillations linéaires

C’est, à l’intérieur d’un carter, un arbre entraîné en rotation et qui comporte une masselotte excentrée par rapport à son axe principal. L’intensité vibratoire est fonction de la force centrifuge provoquée par la masse excentrée et de la vitesse de rotation. Ces moteurs peuvent avoir une ou deux masses excentrées :
- Masse unique : le balourd n’est réglable que par la variation de la vitesse de rotation.
- Masse double : 
  - fig. A : deux masselottes indépendantes l’une de l’autre montées sur le même axe. Le réglage angulaire de l’une par rapport à l’autre modifie la masse totale en balourd : d’une intensité maxi quand les deux masselottes sont sur la même position et un équilibre (sans vibration) quand les masselottes sont diamétralement opposées. Les oscillations sont circulaires.
  - fig. B : deux masselottes montées sur deux axes parallèles et tournant en sens inverse l’une de l’autre. L’effort est maxi quand les deux masselottes ont leurs axes parallèles, puis diminue jusqu’à devenir nul quand les axes sont dans le prolongement l’un de l’autre, redevient progressivement maxi dans l’autre sens. Ainsi de suite, provoquant un mouvement oscillatoire linéaire.

Dans les deux cas la force résultante {\displaystyle Fr} sera :
- La force centrifuge : {\displaystyle Fc=m\cdot \omega ^{2}\cdot R}
- la résultante verticale : {\displaystyle Fv=Fc\cdot sin\alpha }
- la force résultante totale sur l’axe : {\displaystyle Fr=2\cdot Fv}

{\displaystyle Fr=2\cdot m\cdot \omega ^{2}\cdot R\cdot \sin \alpha }
où
- m est la masse de l'objet étudié ;
- {\displaystyle \omega } est la vitesse de rotation ;
- R est la distance du centre de rotation au centre de gravité de l'objet ;
- {\displaystyle \alpha } est l’angle de la masse par rapport à l’axe principal.

### Montage sur machine
Selon la disposition des moteurs par rapport au centre de gravité de la machine, l’on obtient des effets vibratoires différents ;
- vibrations rectilignes : deux moteurs montés à égale distance du centre de gravité de la machine et tournant en sens inverse de façon synchrone provoque l’avance de matériaux dans un couloir (auge), un tube ou pour le vibrofonçage ;
- vibrations circulaires : un seul moteur situé au centre de gravité de la machine provoque des oscillations sur les 360° (filtre de crible de carrière, vibreur à béton) ;
- vibrations elliptiques : un moteur placé hors du centre de gravité de la machine provoque des oscillations discontinues (vidage de trémie à sable ou autres matériaux).

## Percuteur à piston
Carter comportant un piston, mu par air comprimé ou électromagnétisme, dont les allers-retours rapides provoquent des vibrations ou plus exactement des percussions linéaires. La fréquence de celles-ci est réglable par le débit d’air ou l’intensité magnétique.

### Piston percuteur
Dans la chambre, au repos le piston est maintenu par aimantation d’une de ces faces sur la paroi interne. L’excitation de l’électrovanne libère le piston qui, sous l’effet de l’air comprimé, vient percuter la face opposée puis retourne à son point de départ soit par l’attirance magnétique seule, soit avec l’aide d’un ressort.
- La temporisation de l’électrovanne détermine la fréquence des chocs ;
- La force d’impact est déterminée par la pression de l’air dans la chambre.

Principalement utilisé pour le décolmatage des trémies, des silos de stockage.

### Piston linéaire
Plus silencieux que le piston percuteur, le piston linéaire travaille dans les deux sens opposés avec la même force d’impact. Le piston est libre à l’intérieur de la chambre, mu par air comprimé dans les deux sens, il provoque des effets qui diffèrent selon sa conception :
- effets de chocs : sous l’effet de la pression de l’air comprimé le piston qui vient violemment heurter la face opposée de la chambre, un dispositif inverse le flux d’air et renvoi le piston dans le sens opposé et ainsi de suite.
  - Sans système d’amortissement, le piston produit des chocs dans les deux sens,
  - avec un système d’amortissement d’un côté (interruption de la pression avant que le piston n’arrive contre la face), l’effet de choc ne se fait que dans un sens. C’est le système employé sur les moutons qui équipe les systèmes de vibrofonçage pour enfoncer les pieux, les palplanches, etc.

- effets amortis : dit silencieux, comme dans le cas précédent le piston est projeté sur le côté opposé mais la disposition des conduits et sorties d’air, interrompt prématurément la pression avant que le piston ne frappe la face opposée et l’air comprimé renvoi le piston à son point de départ poussé par l’inversion de la pression. Sur ce « point de départ » le même dispositif d’amortissement produit le même effet. Sur ce système les chocs sont replacés par des vibrations linéaires.

Utilisé sur les petites trémies et silos, les petites tables vibrantes, les conduits et goulottes de distribution.

## Applications
Le vibrateur industriel permet les tâches suivantes (liste non exhaustive) :
- le convoyage ;
- le tamisage ;
- le tri ;
- le compactage ;
- le dosage.

Ces applications en font une machine utilisée dans des secteurs variés, comme l'agroalimentaire, le BTP ou encore l'industrie pharmaceutique.